# Plectonchus cunicularia
Plectonchus cunicularia är en rundmaskart. Plectonchus cunicularia ingår i släktet Plectonchus och familjen Panagrolaimidae. Inga underarter finns listade i Catalogue of Life.